# Nižná Hutka
Nižná Hutka (en hongrois : Alsóhutka) est un village de Slovaquie situé dans la région de Košice.

## Histoire
Première mention écrite du village en 1293.
Jusqu'au Traité du Trianon de 1920, le village s'appelait Alsóhutka et se trouvait dans le comitat d'Abaúj-Torna. La localité fut annexée par la Hongrie après le premier arbitrage de Vienne le 2 novembre 1938. En 1938, on comptait 359 habitants. Elle faisait partie du district de Füzér-Gönc (hongrois : Füzér-gönci járás). Le nom de la localité avant la Seconde Guerre mondiale était Nižnia Hutka. Durant la période 1938 - 1945, le nom hongrois Alsóhutka était d'usage. À la libération, la commune a été réintégrée dans la Tchécoslovaquie reconstituée.

## Démographie

### Évolution de la population
| Année:               | 1994. | 2004.    | 2014.    | 2024.   |
| -------------------- | ----- | -------- | -------- | ------- |
| Nombre de personnes: | 404   | 511      | 590      | 609     |
| Différence:          |       | +26,48 % | +15,45 % | +3,22 % |

| Année:               | 2023. | 2024. |
| -------------------- | ----- | ----- |
| Nombre de personnes: | 609   | 609   |
| Différence:          |       | +0 %  |